# Esquerra Republicana del País Valencià
Esquerra Republicana del País Valencià (ERPV) és la federació territorial del País Valencià d'Esquerra Republicana. La seua ideologia és independentista i d'esquerres.
Segons la ponència política de la darrera Conferència de País, celebrada el 29 de setembre de 2018 a Simat de la Valldigna, ERPV defensa la creació d'una República del País Valencià amb relacions de cooperació amb la resta dels Països Catalans.

## Història i antecedents
Tot i que hi va existir una Esquerra Republicana del País Valencià fundada el 1934 en temps de la Segona República espanyola, l'actual ERPV naix amb aquestes sigles l'any 2000.
Els orígens els trobem en la Federació Valenciana d'ERC que es crea l'any 1992, quan els primers militants valencians s'acosten a Esquerra Republicana en assumir el partit republicà tesis independentistes i la territorialitat dels Països Catalans. Aquests nous militants valencians feren la seua primera presentació pública a Xàtiva durant la Diada del País Valencià i uns mesos després, el 12 de juliol d'aquell any realitzarien una Assemblea constituent a la ciutat de València. La presidència d'aquella primera federació l'assumiria Valerià Miralles i Ortolà, històric activista cultural i polític valencià i ex-militant de la Unitat del Poble Valencià (UPV). Durant la permanència de Valerià Miralles en la presidència s'estructura i reforça la federació valenciana d'ERC però la seua presència electoral només és puntual en les eleccions municipals de 1995 -primeres on es presenta al País Valencià- als municipis de Xixona i Alacant. Des de la federació valenciana d'ERC es va proposar un acord a Unitat del Poble Valencià i el Partit Valencià Nacionalista per a concórrer conjuntament a les eleccions, sense aconseguir-ho.
Posteriorment, en un congrés realitzat a la ciutat d'Alcoi l'11 de febrer de 1996, Àngel Molina substituiria a Valerià Miralles en el càrrec. És a partir d'aquell moment quan la presència electoral de la federació valenciana d'ERC es fa de manera continuada a totes les convocatòries electorals, tret de les valencianes on se segueix la política de l'anterior etapa. Àngel Molina deixaria la presidència el 14 de maig de 2000, en un congrés celebrat a Castelló de la Plana, on seria rellevat de la presidència de la federació per Manel Collado, que seria president durant alguns mesos fins al congrés on el partit seria refundat.
Paral·lelament, en 1998 es crea el Front pel País Valencià, formació política formada bàsicament per gent vinculada al Bloc de Progrés Jaume I on es troben exmilitants del PSAN, encapçalats per Agustí Cerdà, militants de la federació valenciana d'ERC i alguns exmilitants d'altres partits, cas de Toni Cucarella (UPV) o Toni Roderic i Jaume Ivorra (PSPV-PSOE). Finalment, el Front pel País Valencià (FPV) concorreria a les eleccions generals del 2000 en coalició amb ERC, traent un total de 3.083 vots (0,13%) al País Valencià.

## Refundació del partit

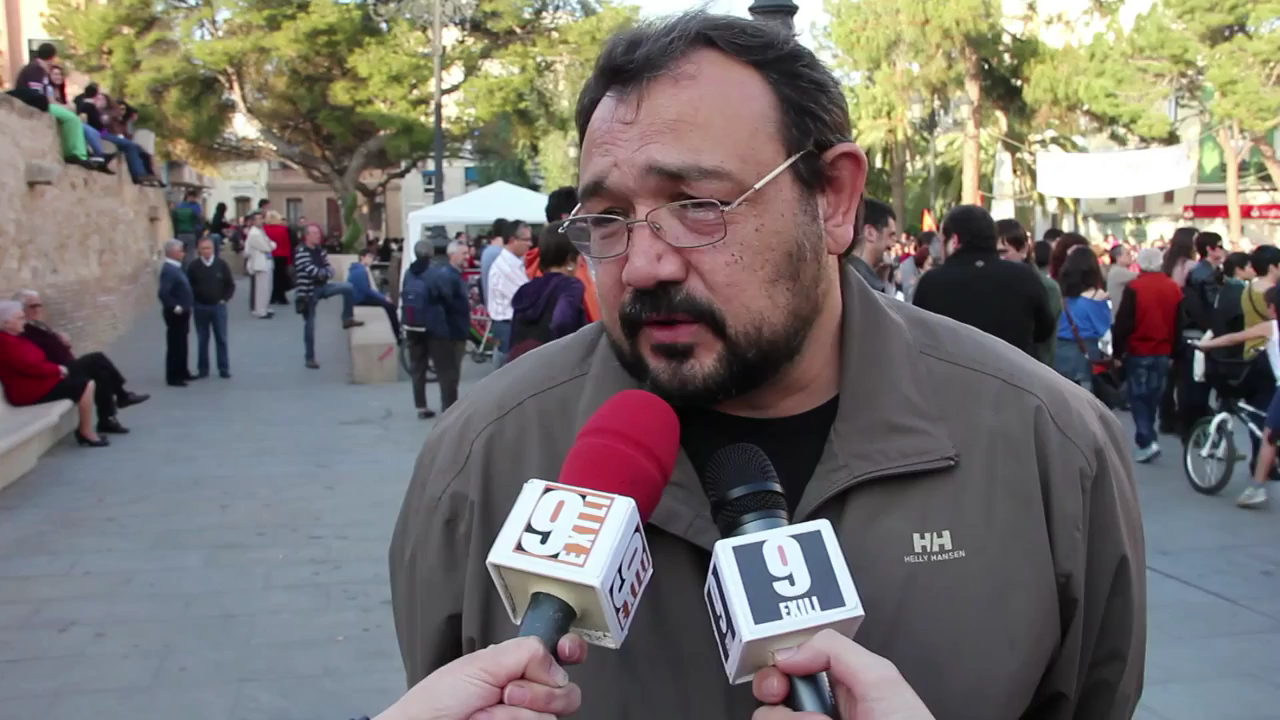
Agustí Cerdà, president d'ERPV del 2000 al 2015.

El setembre de 2000, es produeix la refundació del partit amb la fusió de la Federació Valenciana d'ERC i del Front pel País Valencià, constituint Esquerra Republicana del País Valencià (ERPV), federació també d'Esquerra Republicana, amb Agustí Cerdà com a president.
Des de la seua refundació, ERPV ha celebrat set congressos, sent el darrer el celebrat a Alcoi el març del 2020, que va ratificar Josep Barberà com a President, en el càrrec des de 2016, i que en les eleccions a les Corts Valencianes de 2019 va ser-ne el cap de llista per València -encara que el candidat a President de la Generalitat fou en Josep Lluís Albinyana, que encapçalava la candidatura per la demarcació de Castelló- a més tria na Maria Pérez Company com a Secretària General, ambdós per unanimitat.
ERPV comença a concórrer a les eleccions a les Corts Valencianes en 2003, aconseguint 7.609 vots (0,32%). En les eleccions municipals del mateix any, va presentar catorze candidatures aconseguint un total de 4.489 vots (0,19%) i 3 regidors (2 a Sueca i 1 a Barxeta).
A la campanya electoral de les eleccions espanyoles de 2004, el partit va reclamar l'herència de la Unitat del Poble Valencià i el PSPV original, superant en aquella convocatòria els tretze mil vots.

En les eleccions a Corts Valencianes de 2007, ERPV va participar en les converses inicials per a constituir la coalició Compromís pel País Valencià, però no va reeixir en considerar ERPV que es restringia únicament a un pacte electoral puntual per a eixes eleccions i no a un pacte polític estable, i Esquerra es va presentar en solitari obtenint 11.686 vots (0,49%). En les eleccions municipals celebrades el mateix 2007, va presentar 44 candidatures, aconseguint 10.594 vots (0,44%) i 5 regidors (Sueca, Simat de la Valldigna, la Vall de Laguar i Xixona -2-).

Senyera valenciana usada per ERPV com a símbol del País Valencià.

. El 28 de setembre de 2008, ERPV celebraria el seu 4t Congrés a Xixona (l'Alacantí). En aquell congrés es va presentar una única candidatura a la presidència de la federació, encapçalada per Agustí Cerdà i Argent que seria reelegit de manera majoritària pel 86,21% dels vots de la militància. El gener de 2009 la seua seu és atacada amb còctels Molotov. Un any després apareix un col·lectiu intern anomenat Renovament Republicà que va fer públic el seu manifest fundacional el 25 d'abril de 2009. Aquest col·lectiu ha estat promogut pels militants Moisès Vizcaino de Castelló de la Ribera i Josep Tadeu d'Onil, que conformen un corrent intern d'oposició a la direcció d'ERPV, liderada per Agustí Cerdà des de la seua refundació.
A les eleccions municipals de l'any 2011 ERPV va obtenir un nombre menor de vots respecte al 2007 en presentar candidatures en menys municipis, 7.983 (0,33%), si bé va doblar les xifres de regidors (alguns dels regidors entren mitjançant coalicions), tenint-ne a les localitats de Xixona, Sellent, Vinaròs, Simat de la Valldigna, Benifairó de les Valls, Faura i Crevillent. A més a més, ERPV va traure a les eleccions valencianes 11.116 vots, baixant lleugerament les seues xifres respecte a les anteriors eleccions.

## 2011-2013

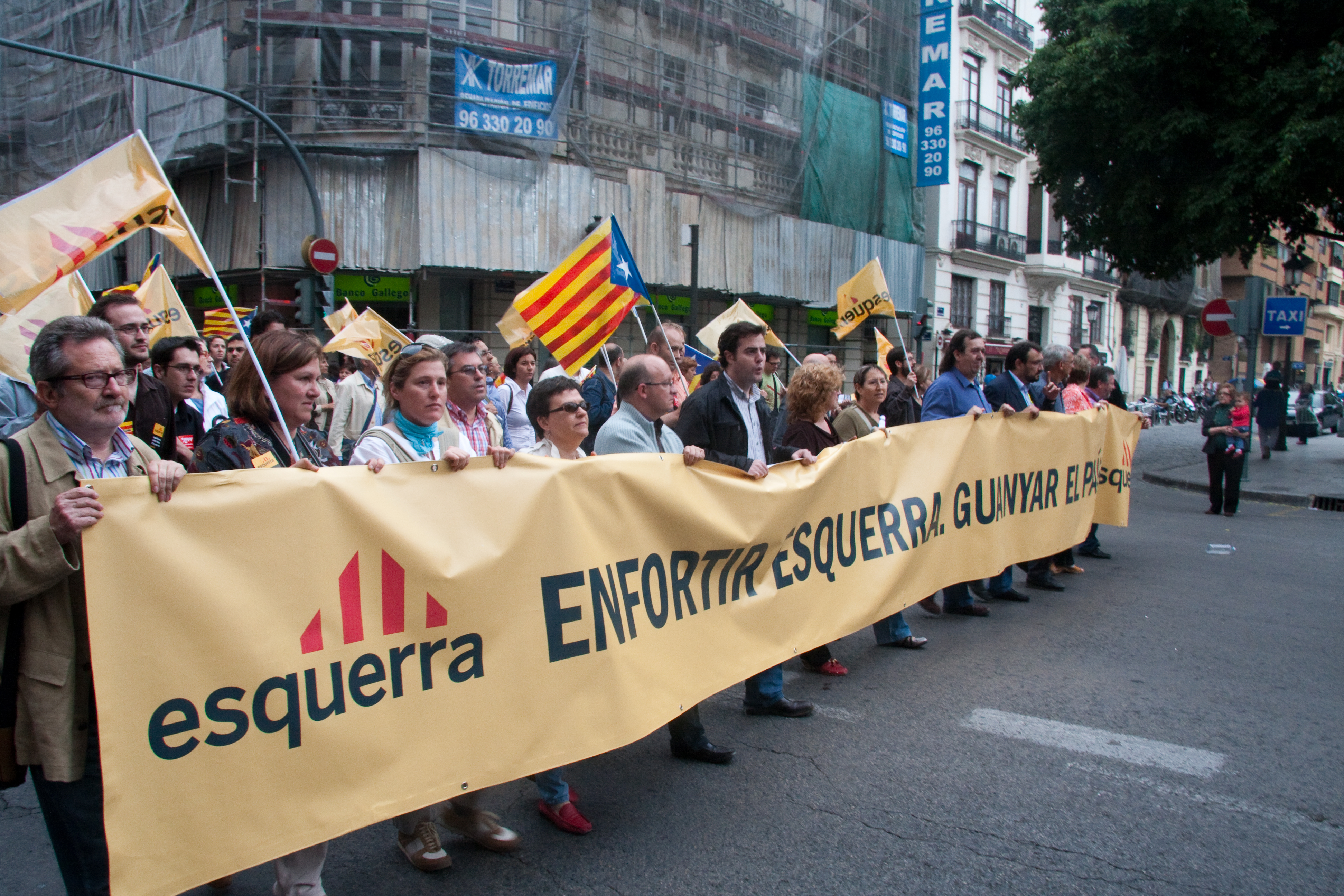
Pancarta d'ERPV a la manifestació de la Diada del 25 d'Abril celebrada el 9 de maig de 2009 a la ciutat de València.

Després de les eleccions a les Corts Valencianes de 2011, ERPV afrontà el 5è Congrés el 28 de gener de 2012, amb la concurrència de dos candidats a la presidència de la federació, la candidatura oficial amb Agustí Cerdà al capdavant i una candidatura alternativa amb Joan Miquel-Tomàs, que comptà amb la presència de Moisès Vizcaino, un dels signants del corrent Renovament Republicà aparegut uns anys abans. Agustí Cerdà s'imposà amb el 79,3% dels vots dels militants i fou reelegit president d'ERPV, davant del 15,1% de la candidatura alternativa i un 6,6% de vots en blanc. Entre els punts principals de la proposta del reelegit president hi havia la de desenvolupar una campanya al voltant de la figura de Joan Fuster per a aquell any 2012 que es complien 50 anys de la publicació de "Nosaltres els valencians" i del 20 aniversari de la seua mort, reivindicant el seu llegat polític en una línia que buscava construir una alternativa independentista per al País Valencià
A partir d'aquella data i proposta programàtica mirà d'acostar-se a organitzacions de l'àmbit de l'Esquerra Independentista. Sota el nom de Nosaltres, els fusterians impulsà conjuntament amb el Partit Socialista d'Alliberament Nacional (PSAN), Solidaritat Catalana per la Independència (SI) i el Moviment de Defensa de la Terra (MDT) una sèrie de conferències sobre la figura de Joan Fuster i Ortells que acabà constituint una plataforma política conjunta.
ERPV celebrà a Benicarló el 17 de juny de 2012 un Congrés Extraordinari, on s'aprovà per unanimitat uns nous estatuts amb l'objectiu de reforçar l'estructura organitzativa d'ERPV, per tal d'acomodar les estructures d'ERPV també als nous estatus d'ERC que reforçaven la federació valenciana davant de la resta de federacions regionals i passava a considerar-se una federació territorial, jeràrquicament per sobre de les federacions regionals.
Paral·lelament, reforçava els seus lligams amb la resta d'organitzacions independentistes dels Països Catalans d'esquerres agrupades baix la plataforma Nosaltres, els fusterians, que culminà amb la formació d'un bloc propi amb pancarta conjunta a la manifestació del 9 d'octubre d'eixe any i la convocatòria, conjunta també, de l'històric Aplec del Puig a la muntanyeta de la Patà. L'11 de setmebre de 2014, ERPV participa activament junt amb la Plataforma pel País Valencià, ACPV i l'Assemblea Nacional Catalana al tram valencià de la Via Catalana que es va portar a terme a Vinaròs un mes abans.
Tanmateix, a la conferència de País celebrada a Algemesí el Novembre del 2013 es torna a produir un canvi de rumb a la formació. Al text, ERPV reconeix l'àmbit de decisió valencià i s'aposta per crear la República del País Valencià com a "etapa prèvia de la reunificació dels Països Catalans".

## 2014-2015
Al Consell de País de 2014, ERPV va apostar per buscar acords amb diferents forces d'esquerres i valencianistes, tant a nivell puntual per a concórrer a les eleccions com a llarg termini, en forma de col·laboració, adhesió o integració. La resolució aprovada condicionava els acords al fet que es mantinguera l'estructura orgànica i la identitat polítics de la formació. Posteriorment a eixe Consell de País alguns membres de Compromís, cas de l'expresident d'Escola Valenciana i regidor d'aquesta formació Diego Gómez, es van declarar públicament partidaris d'arribar a acords amb la formació republicana. De cara al 9 d'octubre de 2014, Agustí Cerdà fa una crida a superar els marcs ideològics que van sorgir al voltant del valencianisme arran de la batalla de València per a construir un nou valencianisme que estructure les seues demandes a partir de termes cívics i no ètnics o identitaris.
.

Senyera estelada usada per Esquerra Republicana com a símbol

A finals de 2014 i principis de 2015 van haver converses entre el Bloc i ERPV per a estudiar la possibilitat que els darrers, sense cap protagonisme per a les sigles, es presentaren amb Compromís, per al que comptava amb el suport d'altres partits adherits, com Estat Valencià i Esquerra Valenciana, encara que per a aconseguir-ho també es necessitava l'aprovació dels altres dos partits de la coalició, Iniciativa i Verds. Malgrat que ERPV esperava poder arribar a un acord de cara a les eleccions a les Corts Valencianes, el líder del Bloc Nacionalista Valencià va declarar que les possibilitats d'acord són exclusivament de l'àmbit local, i solament en alguns municipis on ja s'hi havien establit contactes entre les formacions. D'aquesta manera, els líders de totes dues formacions apunten a la voluntat de confluir en Compromís, encara que cadascú té el seu ritme i un moment per a la confluència diferent, ja que Compromís ho vol deixar per a després de totes les eleccions de 2015, mentre que ERPV ho veu possible abans, sempre que hi haguera voluntat política. Quan el 27 de febrer Compromís va proclamar les seues candidatures per a les eleccions sense membres d'Esquerra Republicana en les seues llistes va ser interpretat com una "portada" de Compromís a la possible integració d'ERPV, provocant que aquesta formació reprenguera els contactes amb EUPV anunciant un preacord amb aquesta formació a començaments de març.
A les eleccions municipals de 2015 ERPV va presentar candidatures en solitari però també dins de diferents coalicions municipals com Acord Ciutadà o Compromís, dins de la nova estratègia adoptada al Consell de País de l'any anterior, doblant el nombre de regidors municipals respecte als aconseguits a les eleccions municipals de 2011 arribant a un total de 20 regidors.
Per a les eleccions generals espanyoles de 2015 va formar una coalició juntament amb Esquerra Nacionalista Valenciana i Els Verds del País Valencià anomenada Ara, País Valencià. La coalició, que pretenia ser l'inici d'un procés de convergència de més ampli espectre, va obtenir poc menys de 2.500 vots. En març de 2016 es va celebrar el VII congrés de la formació, on Agustí Cerdà, que havia dimitit com a president arran dels resultats de les eleccions generals, va ser substituït per Josep Barberà com a president del partit. A la repetició de les eleccions generals espanyoles de 2016, ERPV va denunciar el veto de Compromís i Podem a la seua entrada en la seua coalició al Congrés on si va poder ingressar EUPV, i finalment va decidir no presentar-se a la nova convocatòria electoral, situació que es produïa per primera vegada des del 2000.

## 2016-Actualitat
L'octubre del 2016, després de diversos contactes, ERPV va decidir recuperar l'Aplec del Puig de la muntanyeta de la Patà fent-se càrrec de l'organització, després de deixar-se de celebrar, un any abans, amb la renuncia a organitzar-lo per part del PSAN. Un any després, el 2017, ERPV anunciava que havia arribat a un acord per treballar orgànicament i de manera conjunta amb Esquerra Valenciana, partit que uns mesos abans havia abandonat el Bloc Nacionalista Valencià i la Coalició Compromís. Posteriorment, el març de 2018, ERPV anunciava que preparava una candidatura independentista al País Valencià, bé en solitari o amb altres formacions, per a les eleccions a les Corts Valencianes de 2019.

## Resultats electorals
| Eleccions a les Corts Valencianes de 2003 | 7.609   | 0,32% |
| Eleccions a les Corts Valencianes de 2007 | 11.686  | 0,49% |
| Eleccions a les Corts Valencianes de 2011 | 11.116  | 0,45% |
| Eleccions a les Corts Valencianes de 2015 | 106.047 | 4,26% |
| Eleccions a les Corts Valencianes de 2019 | 5.069   | 0,19% |

1. ↑  Dins d'Acord Ciutadà

| Eleccions generals espanyoles de 2000 | 3.083  | 0,13% |
| Eleccions generals espanyoles de 2004 | 13.294 | 0,50% |
| Eleccions generals espanyoles de 2008 | 6.607  | 0,24% |
| Eleccions generals espanyoles de 2011 | 7.509  | 0,28% |
| Eleccions generals espanyoles de 2015 | 2.503  | 0,09% |
| Eleccions generals espanyoles de 2019 | 4.236  | 0,16% |
| Eleccions generals espanyoles de 2019 | 5.816  | 0,23% |

1. ↑  Dins d'Ara, País Valencià

| Eleccions europees de 2004 | 15.703 | 0,90% |
| Eleccions europees de 2009 | 9.807  | 0,52% |
| Eleccions europees de 2014 | 8.129  | 0,47% |
| Eleccions europees de 2019 | 12.388 | 0,54% |

| Eleccions municipals de 2003 | 4.489  | 0,18% | 3  |
| Eleccions municipals de 2007 | 10.594 | 0,43% | 5  |
| Eleccions municipals de 2011 | 7.983  | 0,33% | 10 |
| Eleccions municipals de 2015 | 1.284  | 0,05% | 20 |
| Eleccions municipals de 2019 | 3.406  | 0,15% | 12 |

1. ↑  Inclosos també regidors aconseguits dins les llistes d'Acord Ciutadà o Compromís.
2. ↑  Inclosos 4 regidors aconseguits dins candidatures conjuntes amb EUPV i altres forces.

## Joventuts
ERPV no té una secció jove sinó que estableix una relació amb el Jovent Republicà del País Valencià, anteriorment anomenats Joventuts d'Esquerra Republicana del País Valencià, que és l'organització que els farà el paper de joventuts, mantenint la independència orgànica.
Segons la seva declaració de principis, són una organització política juvenil d'esquerres i independentista i el seu àmbit d'actuació són els Països Catalans i per tan també el País Valencià.
El "Jovent Republicà del País Valencià" és la federació valenciana de les "Joventuts d'Esquerra Republicana" o "Jovent Republicà" i es relacionen de la mateixa manera amb Esquerra Republicana tan al Principat com a les Illes Balears.
Els seus objectius són "la consecució d'una societat democràtica, en la qual desaparegui qualsevol signe d'opressió social o nacional, dins un territori ecològicament equilibrat" i "en un País Valencià lliure, sobirà i unificat, dins l'Europa de les Nacions" tot conscienciant i mobilitzant el jovent dels Països Catalans.